# WWE One Night Stand
WWE One Night Stand fue un evento anual de pago por visión producido por la empresa de lucha libre profesional World Wrestling Entertainment (WWE). 

## Historia
En el año 2001, la empresa independiente Extreme Championship Wrestling (ECW) quebró y fue comprada por el propietario de la World Wrestling Federation (WWF) Vince McMahon, contratando a gran parte de sus luchadores, como Tommy Dreamer, Rhino o Rob Van Dam. En 2005, la WWE (Antigua WWF), lanzó un DVD titulado The Rise and Fall of ECW (El ascenso y caída de la ECW), donde se recapitulaba la historia de la compañía. Para ello, se celebró un evento especial que sólo contó con talentos de la ECW, a modo de homenaje. Debido a las buenas ventas, la empresa realizó un segundo evento en 2006, esta vez involucrándose luchadores de la WWE como el campeón de la WWE John Cena, Kurt Angle o Edge.
Finalmente, en 2006 se revivió la ECW como una tercera marca de la WWE, teniendo sus propios luchadores, pasando One Night Stand a ser uno de los PPVs de la empresa, celebrándose en junio, centrándose en 2007 y 2008 en la temática de luchas bajo 
"reglas extremas". Sin embargo, en 2009, la WWE decidió cambiar el nombre por el público infantil al que estaba enfocada (One Night Stand designa en inglés a encuentros sexuales de una noche), siendo reemplazado por el PPV Extreme Rules.

## Ediciones

### 2005
ECW One Night Stand 2005 tuvo lugar el 12 de junio del 2005 desde el Hammerstein Ballroom en Nueva York. El tema oficial del evento fue "Bodies", del grupo Drowning Pool.

#### Resultados
- Lance Storm (con Dawn Marie) derrotó a Chris Jericho. (7:22)
  - Storm cubrió a Jericho después de que Justin Credible y Jason interviniesen y Credible golpease a Jericho con un "Singapure Cane"
  - Esta fue la última lucha de Storm en WWE
  - originalmente storm enfrentaria a  Chris Cándido pero fue remplazado por Jericho
- Super Crazy derrotó a Yoshihiro Tajiri (con The Sinister Minister y Mikey Whipwreck) y Little Guido (con Tracy Smothers, Tony Mamaluke, Big Guido y J.T. Smith) en una Triple Threat Elimination match. (6:12)
  - Tajiri cubrió a Guido después de una "Whippersnapper" de Whipwreck. (4:08)
  - Crazy cubrió a Tajiri después de una "Moonsault". (6:12)
- Rey Mysterio derrotó a Psychosis. (6:22)
  - Mysterio cubrió a Psychosis después de un "619" y un "West Coast Pop".
  - En la entrada de Mysterio el anunciador lo presentó como Rey Misterio JR.
  - Después de la lucha, varios luchadores de SmackDown! incluyendo JBL y Kurt Angle, aparecieron entre el público como espectadores.
- Sabu (con Bill Alfonso) derrotó a Rhyno. (6:30)
  - Sabu cubrió a Rhyno después de un "Arabian Skull Crusher" en una mesa luego de que Rob Van Dam golepara a Rhyno con una "Van Daminator".
  - Antes de la lucha, Rhyno atacó a Van Dam en su pierna lesionada hasta que fue rescatado por Sabu.
  - Después de la lucha,Eric Bischoff junto a  varios luchadores de Raw! , aparecieron entre el público como espectadores.
- Chris Benoit derrotó a Eddie Guerrero. (10:37)
  - Benoit obligó a Guerrero a rendirse con una "Crippler Crossface".
- Mike Awesome derrotó a Masato Tanaka. (9:52)
  - Awesome cubrió a Tanaka después de una "Awesome Bomb" hacia una mesa fuera del ring y un "Suicide Dive".
- The Dudley Boyz (Bubba Ray & D-Von) derrotaron a Tommy Dreamer & The Sandman. (10:52)
  - Buh Buh y D-Von cubrieron a Dreamer después de un "Powerbomb" en una mesa en llamas.
  - Spike Dudley, The bWo (Hollywood Nova, Da Blue Guy, y Big Stevie Cool), Kid Kash, The Hardcore Chair Swingin' Freaks (Axl Rotten y Balls Mahoney), Lance Storm, Justin Credible, Francine, y Beulah McGillicutty interfirieron durante la lucha.
  - Después de la lucha, The Dudley Boyz intentaron atacar a McGillicutty pero fue rescatada por Sandman.
  - Después de la lucha "Stone Cold" Steve Austin apareció y convocó a la mayoría de los luchadores que participaron en el evento, y obligó a Eric Bischoff, Jonathan Coachman, JBL, Orlando Jordan, The Basham Brothers, Edge, Kurt Angle, La Resistance, Christian, Tyson Tomko, Carlito, Matt Morgan, William Regal, Gene Snitsky y Maven a bajar al ring, formándose una riña (Kayfabe); siendo Bischoff atacado por los Dudleys, Mysterio, Benoit y el propio Austin.
    - Durante la riña, Tazz hizo una aparición atacando a Kurt Angle con su "Tazzmission" y JBL atacó legítimamente a The Blue Meanie, haciéndolo sangrar.

  - Esta fue la última aparición de  Maven en un PPV de WWE.

### 2006
ECW One Night Stand 2006 tuvo lugar el 11 de junio del 2006 desde el Hammerstein Ballroom en Nueva York. El tema oficial del evento fue "Bodies", de Drowning Pool.

#### Resultados
- Tazz derrotó a Jerry Lawler (0:35)
  - Jerry Lawler quedó inconsciente al recibir una "Tazzmission".
- Kurt Angle derrotó a Randy Orton (15:07)
  - Angle forzó a Orton a rendirse con un "Angle Lock".
- The F.B.I. (Little Guido & Tony Mamaluke) (con Big Guido) derrotaron a Tajiri & Super Crazy (12:24)
  - Guido cubrió a Tajiri después de un "Double Fisherman's Brainbuster".
  - Después de la lucha, The Big Show atacó a todos los luchadores.
- El Campeón Mundial Rey Mysterio y Sabu terminaron sin resultado (9:10)
  - Ninguno de los dos se pudo levantar después de un "Triple Jump DDT" de Sabu a Mysterio en una mesa.
  - Como resultado Rey Mysterio retuvo el Campeonato Mundial.
- Edge, Mick Foley & Lita derrotaron a Terry Funk, Tommy Dreamer & Beulah McGillicutty en un Hardcore Mixed Tag Team Match (18:45)
  - Edge cubrió a McGillicutty después de un "Spear".
  - Antes de la lucha, McGillicutty le ofreció a Lita convertir la lucha de un dos contra dos extrema a una lucha extrema de relevos mixtos de seis, a lo que Lita aceptó.
  - Durante la lucha, Foley le dio a Funk un puñetazo con la mano envuelta en alambre de púas que le cortó la frente a Funk, por lo que fue sacado de la lucha, para luego volver.
- Balls Mahoney derrotó a Masato Tanaka (0:53)
  - Mahoney cubrió a Tanaka después de un golpe con una silla metálica.
- Rob Van Dam derrotó a John Cena en un Extreme Rules Match y ganó el Campeonato de la WWE (20:45).[1][2]
  - RVD cubrió a Cena después de una "Five-Star Frog Splash".
  - Minutos antes Edge aplicó una "Spear" a Cena contra una mesa.
  - Paul Heyman acudió a realizar el conteo de 3, debido a que el árbitro oficial fue golpeado por Edge.
  - En esta lucha RVD usó su oportunidad de Money in the Bank.

### 2007
One Night Stand 2007 tuvo lugar el 3 de junio del 2007 desde el Jacksonville Veterans Memorial Arena en Jacksonville, Florida. Todos los combates fueron de Reglas Extremas. El tema oficial del evento fue "Famous" del grupo Puddle of Mudd.

#### Resultados
- Dark match: Santino Marella derrotó a Chris Masters
  - Marella cubrió a Masters con un "Roll-Up".
- Rob Van Dam derrotó a Randy Orton en un Stretcher Match. (14:34) 
  - RVD puso a Orton en la camilla y lo arrastró hasta la marca, ganando la lucha.
  - Después de la lucha Orton atacó a RVD.
- CM Punk, Tommy Dreamer y The Sandman derrotaron a Marcus Cor Von, Elijah Burke y Matt Striker en un Table Match. (7:19)
  - Punk aplicó un "Superplex" a Striker sobre una mesa donde se encontraba tendido Elijah Burke, ganando la lucha.
- The Hardys (Matt & Jeff) derrotaron a The World's Greatest Tag Team (Charlie Haas & Shelton Benjamin) en un Ladder Match reteniendo el Campeonato Mundial en Parejas. (17:17)
  - Matt retiró los campeonatos que colgaban desde lo alto del coliseo, ganando la lucha.
- Después de la lucha, los 4 se empezaron a atacar en la enfermería.
- Mark Henry derrotó a Kane en una Lumberjack Match. (9:07)
  - Henry dejó inconsciente a Kane con un "Bearhug".
  - Los leñadores fueron: Chris Benoit, Val Venis, Santino Marella, Balls Mahoney, Stevie Richards, The Miz, Kevin Thorn, Chris Masters, Johnny Nitro, Chavo Guerrero, Kenny Dykstra y Carlito.
  - Esta fue la última aparición de Chris Benoit en un Pay-per-view de Lucha Libre Profesional.
- Bobby Lashley derrotó a Mr. McMahon en una Street Fight match ganando el Campeonato Mundial de la ECW. (12:25)
  - Lashley cubrió a McMahon después de una "Spear".
  - Durante la lucha, Shane McMahon y Umaga intefirieron atacando a Lashley.
- Candice derrotó a la Campeona Femenina Melina por submisión en una Pudding match. (2:58)
  - Candice forzó a Melina a rendirse después de meterle en repetidas ocasiones la cabeza al lodo.
  - Después de la lucha Melina atacó a Maria.
  - Después de la lucha Candice y Maria atacaron a Melina.
  - El Campeonato Femenino de Melina no estaba en juego.
- Edge derrotó a Batista en una Steel Cage Match reteniendo el Campeonato Mundial Peso Pesado. (15:38)
  - Edge escapó por lo alto de la estructura, ganando la lucha.
- John Cena derrotó a The Great Khali en un Pinfalls Count Anywhere Match reteniendo el Campeonato de la WWE. (10:29)
  - Cena cubrió a Khali después de un "FU" desde una grúa en la entrada.

### 2008
One Night Stand 2008 tuvo lugar el 1 de junio del 2008 desde el San Diego Sports Arena en San Diego, California. Todos los combates fueron bajo las Reglas Extremas. El tema oficial del evento fue "Hell Yeah" del grupo Rev Theory.

#### Resultados
- Dark match: Matt Hardy derrotó a Shelton Benjamin
  - Matt cubrió a Benjamin.
- Jeff Hardy derrotó a Umaga en un Falls Count Anywhere Match. (08:27)
  - Jeff cubrió a Umaga después de un "Swanton Bomb" desde lo alto de un cartel de anuncios.
- The Big Show derrotó a CM Punk, Tommy Dreamer, John Morrison y Chavo Guerrero en un Singapore Cane Match. (08:35)
  - Show cubrió a Dreamer después de golpearlo con el Singapore Cane.
  - Como resultado, Big Show ganó una oportunidad por el Campeonato de la ECW frente a Kane en Night of Champions.
- John Cena derrotó a John "Bradshaw" Layfield en un First Blood Match. (14:30)
  - Cena ganó cuando JBL comenzó a sangrar de la boca, mientras le aplicaba la "STFU" con una cadena en el cuello.
  - Este fue el último combate de "First Blood" en la WWE.
- Beth Phoenix derrotó a Melina en un "I Quit" Match. (09:14)
  - Phoenix forzó a Melina a rendirse después de un " Double Chickenwing".
  - Este fue el primer combate de "I Quit" de Divas en la WWE.
- Batista derrotó a Shawn Michaels en un Stretcher Match. (17:00)
  - Batista empujó a Michaels hacia la meta, ganando la lucha.
- Triple H derrotó a Randy Orton en un Last Man Standing Match reteniendo el Campeonato de la WWE. (13:16)
  - HHH ganó cuando Orton no pudo responder al conteo del árbitro después de un golpe con el mazo.
  - Durante la lucha, Orton sufrió una lesión legítima en la Clavícula , lo que obligó al final apresurado del combate.
- Edge derrotó a The Undertaker en un Tables, Ladders and Chairs Match ganando la vacante del Campeonato Mundial Peso Pesado. (26:50)
  - Edge ganó tras descolgar el campeonato.
  - Como resultado, Undertaker debió retirarse (Kayfabe) de la World Wrestling Entertainment.